# Хайнцельман, Урсула
У́рсула Ха́йнцельман (нем. Ursula Heinzelmann; род. 1963, Берлин) — немецкая писательница, автор путеводителей, книг по гастрономии и энологии на немецком и английском языках. Специализируется на исследованиях по истории немецкой гастрономической культуры.

## Биография
По окончании школы Урсула Хайнцельман проходила практический курс кулинарии в ресторане при берлинском отеле Steigenberger, изначально собираясь выучиться на технолога пищевого производства, но ей так понравилось готовить, что она решила работать в гостиничном бизнесе. Хайнцельман работала в берлинских ресторанах, затем управляла собственным отелем с рестораном на Боденском озере. Окончила годичный курс сомелье в гостиничной школе в Гейдельберге. В начале 1990-х годов Хайнцельман вернулась в Берлин, вышла замуж за британского энолога Стюарта Пиготта и переводила его труды на немецкий язык. По настоянию журналиста Манфреда Кринера Урсула Хайнцельман написала в 1999 году свой первый собственный текст — статью для берлинской газеты die Tageszeitung «Сёмга из Aldi и пластиковая гауда». Хайнцельман углубилась в кулинарную тематику и писала для журнала о слоуфуде, вела кулинарную колонку и писала репортажи о путешествиях для газеты Frankfurter Allgemeine Sonntagszeitung. В 2010 году Урсула Хайнцельман выпустила первую книгу, в которой объединила свои газетные статьи, за которой последовали многочисленные труды по культуре питания.

## Труды
- Ursula Heinzelmann. Was is(s)t Deutschland. Eine Kulturgeschichte über deutsches Essen / Ralf Frenzel. — Süddeutsche Zeitung Edition. — Wiesbaden: Tre Torri Verlag GmbH, 2016. — 431 S. — (Gourmet Edition). — ISBN 978-3-944628-78-3.
- Ursula Heinzelmann. Beyond Bratwurst. A History of Food in Germany. — Reaktion Books, 2014. — 378 p. — ISBN 9781780233024.